# Macroscelesaurus
Macroscelesaurus es un género extinto de terápsido terocéfalo que vivió durante del Pérmico Superior de Sudáfrica. La especie tipo Macroscelesaurus janseni fue nombrada por Sidney H. Haughton en 1918 a partir de fósiles encontrados en la Zona Faunística de Cistecephalus. Es uno de los pocos terocéfalos conocidos de restos postcraneales.

## Descripción e historia
Macroscelesaurus es conocido a parir del ejemplar holotipo consistente en el molde de un esqueleto parcial. La impresión fue hallada en un bloque de arenisca que formaba parte del muro de un kraal o corral de ovejas cerca del pueblo de Victoria West. Incluye la mayor parte del esqueleto postcraneal, incluyendo la columna vertebral, costillas, extremidades, y las cinturas escapular y pélvica. En cambio la mayor parte del cráneo no se preservó. El esqueleto está conservado en vista ventral, con el cuerpo curvándose hacia la derecha y los miembros doblándose hacia un lado. El espécimen fue llevado al paleontólogo sudafricano Sidney H. Haughton, y fue descrito formalmente al siguiente año. Basándose en esta impresión, Haughton designó a la especie Macroscelesaurus janseni, homenajeando al descubridor del espécimen, F. J. Jansen. Aunque no fue hallado en un depósito fósil, Haughton pensó que el ejemplar procedía de las capas rocosas de la Zona Faunística de Tapinocephalus. Se ha sugerido posteriormente que este proviene de la más reciente Zona Faunística de Cistecephalus.
El paleontólogo alemán Oskar Kuhn renombró a Macroscelesaurus como Haughtoniscus en 1934, ya que el consideró que el nombre original era demasiado similar a Macroscelosaurus, el nombre de género de un reptil prolacertiforme que había descrito en 1852. Bajo las reglas de la ICZN, el cambio de nombre hecho por Kuhn es inapropiado y por tanto el nombre Macroscelesaurus se sigue considerando válido.

## Clasificación
Haughton consideró situarlo dentro de Dromasauria, un grupo de pequeños terápsidos anomodontos. Se observaron varias similitudes entre estos terápsidos en las extremidades. Él notó varias diferencias también, incluyendo los miembros posteriores relativamente mayores de Macroscelesaurus (en los dromasaurios las cuatro patas son de igual longitud) y los caninos alargados, que no aparecen en los dromasaurios. Haughton también consideró la posibilidad de que Macroscelesaurus era un terápsido terocéfalo, dado que compartía muchas más características en común con Ictidosuchus que con cualquier otro terápsido.
Macroscelesaurus es clasificado actualmente en el clado de terocéfalos Baurioidea, aunque es incierta su posición exacta.